# Marvin Kirsch
Marvin Kirsch (* 2000 in Neuruppin) ist ein deutscher Sport-Kommentator und -Moderator. Er begleitet regelmäßig Fußballspiele für den Fernsehsender Sportdigital.

## Biografie
Marvin Kirsch begann 2018 seine berufliche Laufbahn bei der Hamburger Amateurfußballplattform „Elbkick TV“. Außerdem begleitete er diverse E-Sport-Wettbewerbe, unter anderem den FIFAe Club World Cup 2021 für Sport1 oder Veranstaltungen der „eSport Event GmbH“. Parallel studierte Kirsch Geographie und Deutsch an der Humboldt-Universität zu Berlin. Seit 2021 arbeitet er für Sportdigital, wo er unter anderem bei Spielen der Eredivisie, Primeira Liga und Copa del Rey eingesetzt wird.

## Auszeichnungen
- Commentaro-Jahressieger 2020